# 納雄耐爾 (內華達州)
納雄耐爾（英語：National）是位於美國內華達州洪堡縣的鬼鎮。

## 歷史
納雄耐爾的郵局於1908年設立，其後於1919年停運。

## 地理
納雄耐爾所處的海拔為高於海平面1860米（即6103英呎），而該地所採用的時區為UTC-8，即太平洋时区（PST）。同時該地設有夏令時間，為UTC-8調快一小時，即UTC-7（PDT）。